# Hecatesia
Hecatesia is een geslacht van vlinders uit de familie van de uilen (Noctuidae). De wetenschappelijke naam van het geslacht is voor het eerst geldig gepubliceerd in 1829 door Jean Baptiste Boisduval.
De typesoort is Hecatesia fenestrata Boisduval, 1828.
De soorten zijn endemisch in Australië.

## Soorten
- Hecatesia exultans Walker, 1865
- Hecatesia fenestrata Boisduval, 1829
- Hecatesia thyridion Feisthamel, 1839